# إدي أبي اللمع
إدي أبي اللمع (مواليد 1958)، سياسي لبناني.

## مناصبه الحالية
- عضو اللجنة التنفيذية لحزب القوات اللبنانية.
- رئيس حزب القوات اللبنانية في منطقة المتن.
- ترشح للانتخابات التشريعية في 7 حزيران عام 2009 لمنطقة المتن الشمالي ولم يحالفه الحظ.

## النشأة والدراسة
ولد عام 1958 في عائلة مارونية في الجديدة في قضاء المتن في جبل لبنان. درس في جامعة القديس يوسف في بيروت وحصل على درجة البكالوريوس في إدارة الأعمال ودرجة الماجستير في الحوسبة التجارية. وقد حصل أيضا على شهادة الدراسات العليا من جامعة الروح القدس في الكسليك. وهو متزوج من رنا غريب.

## في حزب القوات اللبنانية
- في عام 1981، ساعد في إطلاق المؤسسة اللبنانية للإرسال (أل بي سي)
- انتسب رسميا إلى القوات اللبنانية في عام 1982 في فرع الكرنتينا.
- أصبح رئيسا لقسم العلاقات الإعلامية الدولية في عام 1984 في الحزب.
- في العام 2000 عين رئيسا لمنطقة بيروت في حزب القوات اللبنانية
- مثّل القوات اللبنانية في لقاء قرنة شهوان بين عامي 2001 و 2005.